# Hemiceras postica
Hemiceras postica är en fjärilsart som beskrevs av J. Peter Maassen 1890. Hemiceras postica ingår i släktet Hemiceras och familjen tandspinnare. Inga underarter finns listade i Catalogue of Life.